# Bittium reticulatum
Bittium reticulatum là một loài ốc biển, là động vật thân mềm chân bụng sống ở biển thuộc họ Cerithiidae.

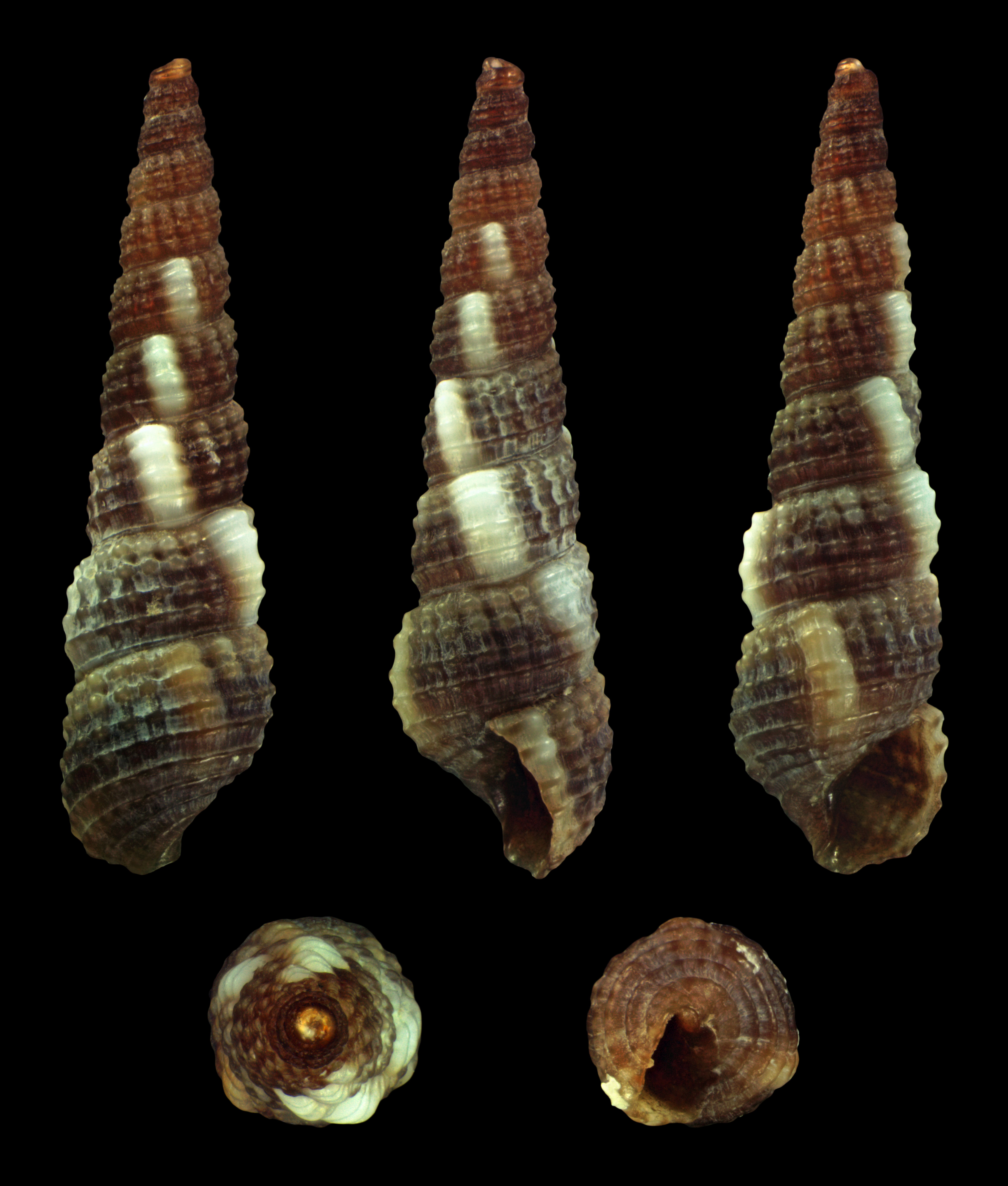
forma antonium
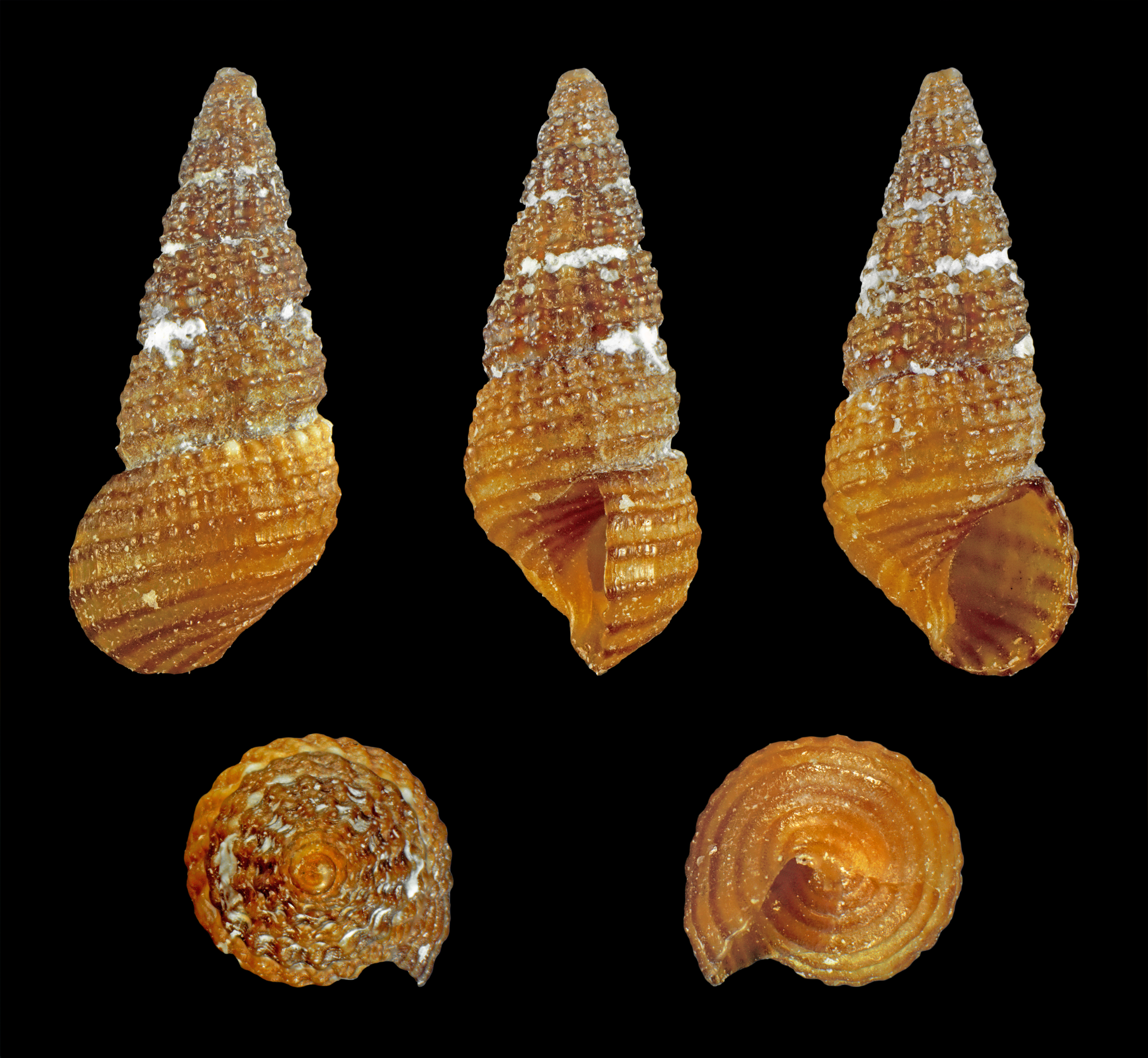
forma scabroides
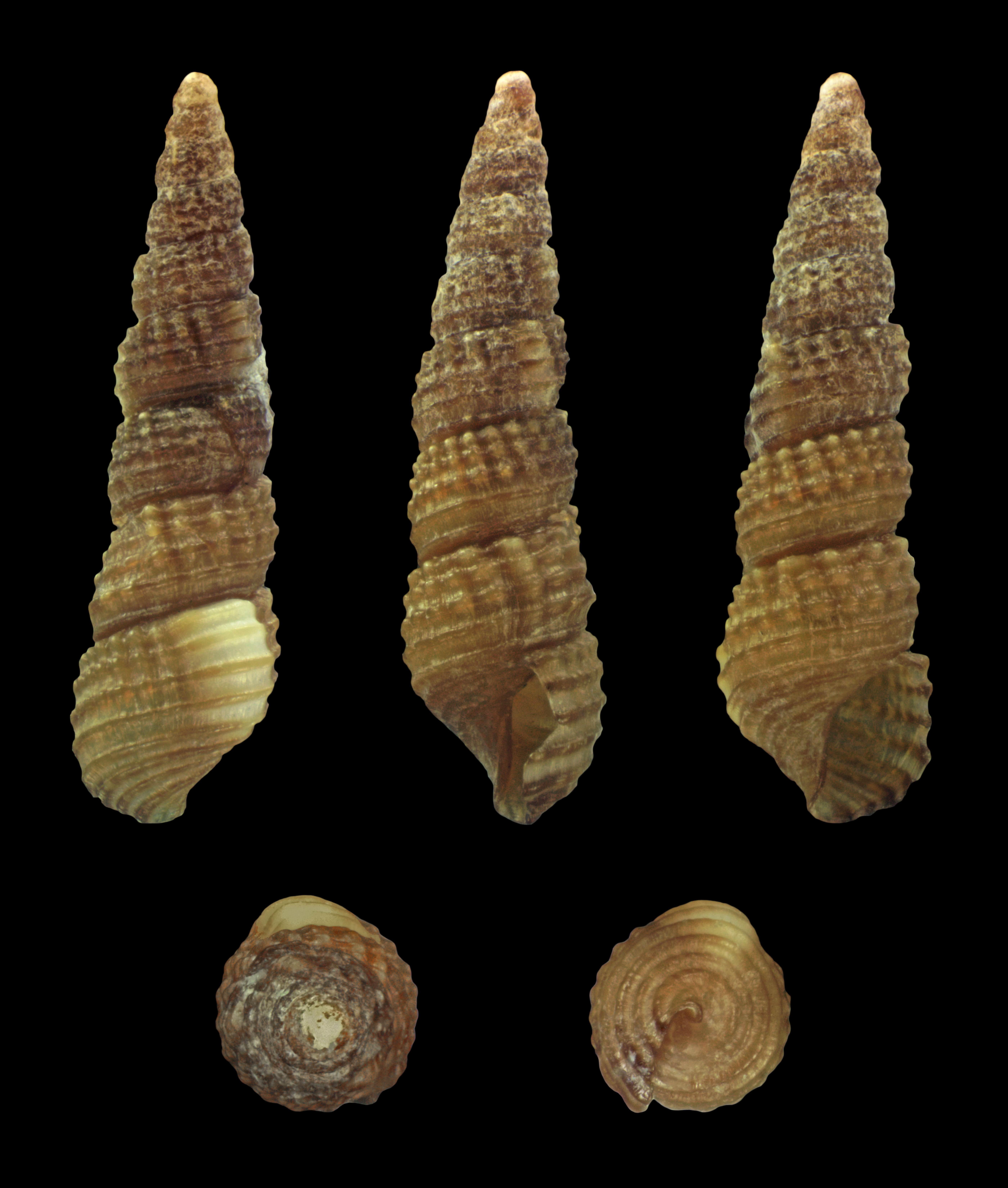
forma scabrum

## Hình ảnh

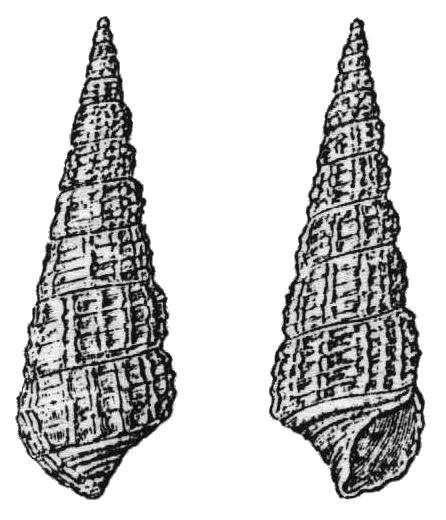
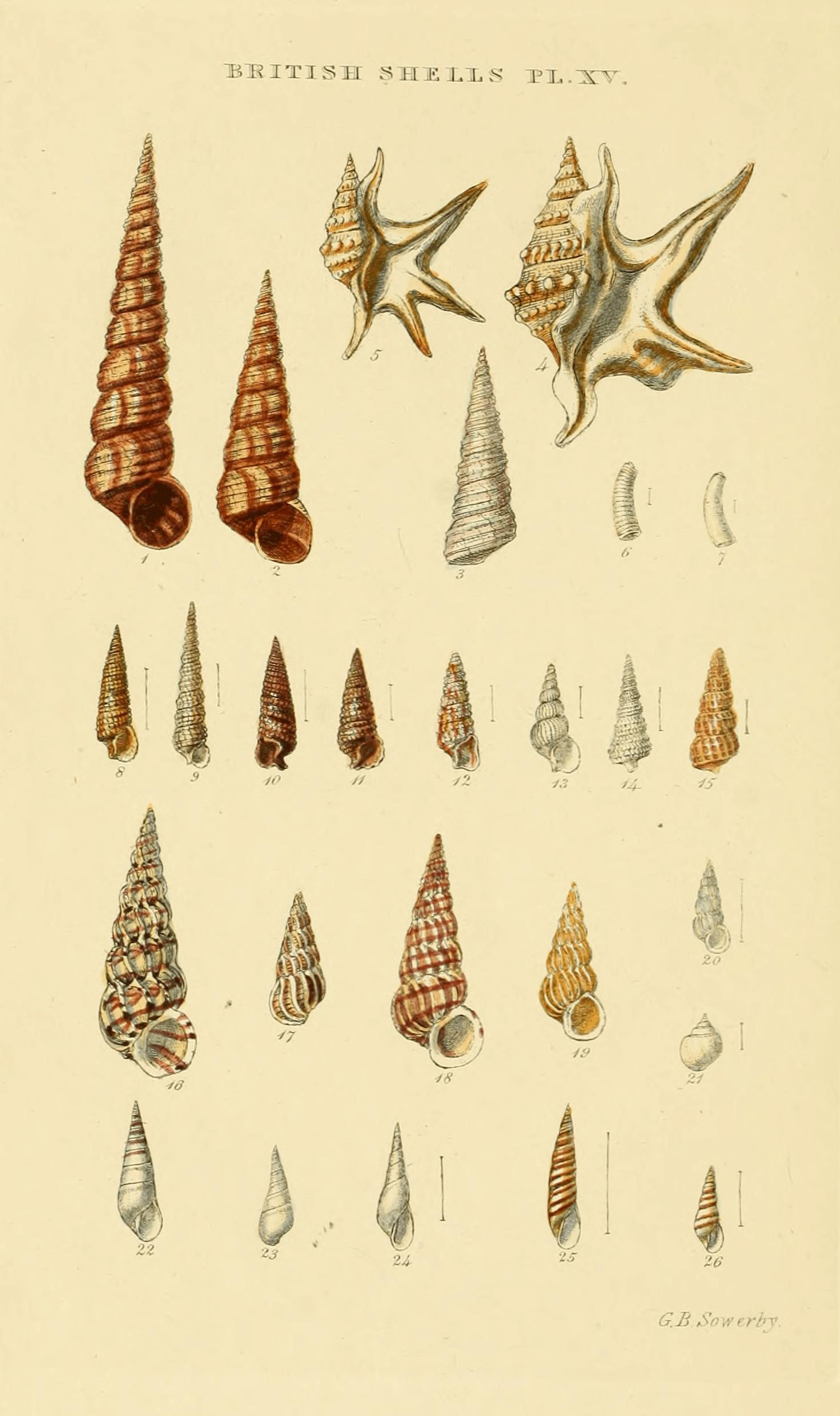
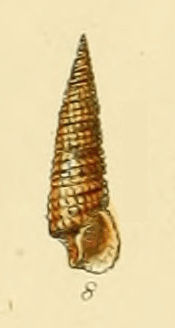